# Метродор Хиосский
Метродор Хиосский (др.-греч. Μητρόδωρος ὁ Χῖος; fl. IV в. до н.э.) — древнегреческий философ, принадлежавший к школе Демокрита и предвосхитивший идеи пирронизма и эпикурейства.
Метродор был учеником Несса Хиосского или, возможно, самого Демокрита. По свидетельству доксографов он обучал Диогена Смирнского, который, в свою очередь, был учителем Анаксарха. Пиррон был учеником Анаксарха.
Сочинения Метродора не сохранились, их содержание известно только из цитат позднейших авторов.
Как и Пиррон Метродор был скептиком. Согласно Цицерону он утверждал:
Я заявляю, что мы не знаем, знаем ли мы что-нибудь, или ничего не знаем, даже само это знаем и не знаем, и вообще, существует ли что-нибудь или не существует ничего.
Метродор придерживался мнения, что для каждого человека всё является лишь тем, чем оно ему кажется. Особый интерес он представляет как предшественник Анаксарха и связующее звено между атомизмом и поздним скептицизмом.

## Философское учение
Метродор считал, что вселенная вечна, так как если бы она возникла, то должна была бы возникнуть из небытия. При этом поскольку вселенная вечна, она и беспредельна, у нее нет ни начала, откуда она началась, ни конца. Вселенная непричастна движению, так как невозможно двигаться, не перемещаясь, ведь перемещаться возможно только в полное или пустое.
Метродор признавал учение об атомах Демокрита, а также учение о пустоте и множественности миров, но придерживался собственного взгляда, что звёзды формируются изо дня в день из влаги в воздухе под воздействием солнечного тепла, отвергнув предположение о том, что звезды — это оптические иллюзии, возникающие из-за отражения солнечных лучей в облаках.
Аэтий приводит характерную цитату, отражающую взгляды философа на множественность миров:
(одинаково) было бы странным рождение на большой равнине (всего лишь) одного колоса и в беспредельности - всего лишь одного мира. То, что миров бесконечное множество, ясно из того, что бесконечны причины их возникновения. Ведь если (данный) мир имеет границу, причины же возникновения этого мира все - бесконечны, с необходимостью следует, что миров бесконечное множество... так как там, где причины бесконечны, бесконечны и продукты их; причинами же являются либо атомы, либо элементы.
Метродор также интересовался историей и метеорологией. Он считал, что воздух, сгущаясь, образует облака, а затем воду. Затем воздух устремляясь к солнцу, гасит его, а затем, снова разряжаясь, воспламеняется.